# Caseolus calvus
Caseolus calvus е вид охлюв от семейство Hygromiidae. Видът е застрашен от изчезване.

## Разпространение
Разпространен е в Португалия (Мадейра).